# Norick Abe

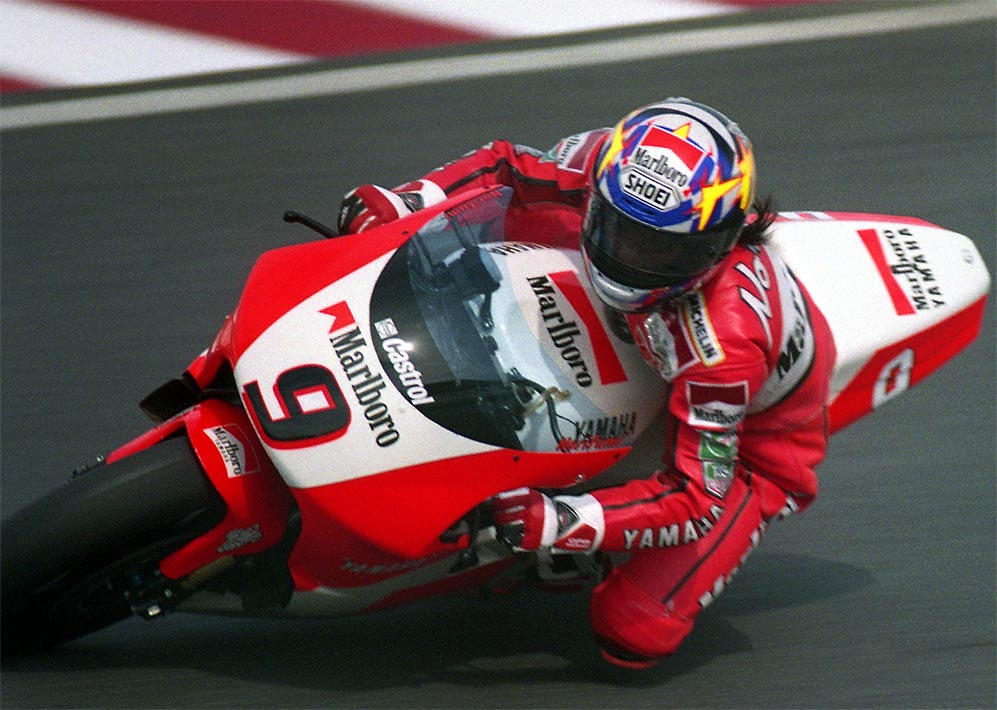
Abe auf Yamaha beim Großen Preis von Japan 1996

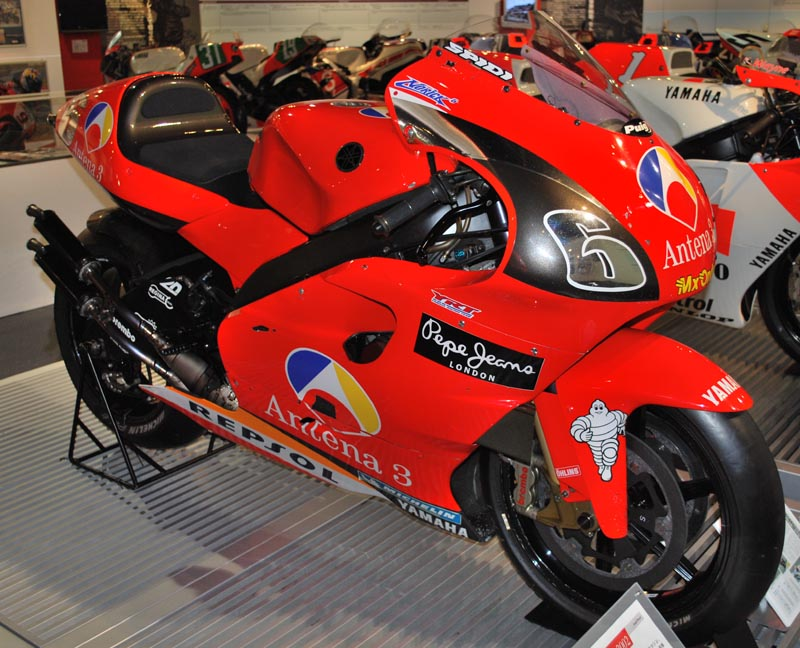
Abes 500er-Yamaha von 2002

Norifumi „Norick“ Abe (jap. 阿部 典史, Abe Norifumi; * 7. September 1975 in Setagaya, Tokio; † 7. Oktober 2007 in Kawasaki, Präfektur Kanagawa) war ein japanischer Motorradrennfahrer.
Sein Sohn Maiki (* 2005) ist ebenfalls Rennfahrer.

## Leben und Karriere
Abe startete bis 2006 in der Superbike-Weltmeisterschaft für Yamaha. Seine besten Ergebnisse in dieser Klasse waren drei vierte Plätze (2005 in Brünn im zweiten Rennen und 2006 in Valencia in beiden Rennen). Als seine große Schwäche galt das Qualifying, weshalb er am Start überwiegend auf den hinteren Plätzen stand. Seit 1994 war er bei Yamaha unter Vertrag. Nach der Saison 2006 erklärte er seinen Rücktritt und kehrte nach Japan zurück, um gelegentlich an verschiedenen Veranstaltungen teilzunehmen. Abe kümmerte sich nebenbei noch um sein Junior-Team (Team Norick jun.) und arbeitete als offizieller Testfahrer weiter für Yamaha und ging zusätzlich 2007 bei der japanischen Superbike-Meisterschaft an den Start. Er fuhr dort eine Yamaha YZF-R1.
Er verunglückte bei einem Verkehrsunfall in der Nacht vom 6. auf den 7. Oktober 2007 tödlich, als er mit seinem Privatmotorrad gegen einen LKW prallte, der verbotenerweise auf einer Schnellstraße wendete.

## Statistik

### Erfolge
- 1993 – Japanischer 500-cm³-Meister auf Honda
- 3 Grand-Prix-Siege

### In der Motorrad-Weltmeisterschaft
| Saison | Klasse  | Team                                     | Motorrad                       | Rennen | Siege | Zweiter | Dritter | Poles | Schn. Runden | Punkte | Ergebnis |
| ------ | ------- | ---------------------------------------- | ------------------------------ | ------ | ----- | ------- | ------- | ----- | ------------ | ------ | -------- |
| 1994   | 500 cm³ | (Wildcard) Marlboro Team Roberts         | Honda NSR 500 / Yamaha YZR 500 | 3      | –     | –       | –       | –     | –            | 20     | 17.      |
| 1995   | 500 cm³ | Marlboro Team Roberts                    | Yamaha YZR 500                 | 13     | –     | –       | 1       | –     | –            | 81     | 9.       |
| 1996   | 500 cm³ | Marlboro Team Roberts                    | Yamaha YZR 500                 | 15     | 1     | –       | 3       | –     | 1            | 148    | 5.       |
| 1997   | 500 cm³ | Marlboro Team Roberts                    | Yamaha YZR 500                 | 15     | –     | –       | 1       | –     | –            | 126    | 7.       |
| 1998   | 500 cm³ | Team Rainey Yamaha                       | Yamaha YZR 500                 | 14     | –     | 1       | 2       | –     | –            | 128    | 6.       |
| 1999   | 500 cm³ | Team Rainey Yamaha                       | Yamaha YZR 500                 | 16     | 1     | –       | 3       | –     | –            | 136    | 6.       |
| 2000   | 500 cm³ | Antenna 3 Yamaha d’Antin                 | Yamaha YZR 500                 | 16     | 1     | 2       | –       | –     | –            | 147    | 8.       |
| 2001   | 500 cm³ | Antenna 3 Yamaha d’Antin                 | Yamaha YZR 500                 | 16     | –     | 1       | –       | –     | –            | 137    | 7.       |
| 2002   | MotoGP  | Antenna 3 Yamaha d’Antin                 | Yamaha YZR-M1                  | 15     | –     | –       | –       | –     | –            | 129    | 6.       |
| 2003   | MotoGP  | Fortuna Yamaha Team / Yamaha Racing Team | Yamaha YZR-M1                  | 5      | –     | –       | –       | –     | –            | 31     | 16.      |
| 2004   | MotoGP  | Fortuna Gauloises Yamaha                 | Yamaha YZR-M1                  | 16     | –     | –       | –       | –     | –            | 74     | 13.      |
| Gesamt | Gesamt  | Gesamt                                   | Gesamt                         | 144    | 3     | 4       | 10      | –     | 1            | 1157   |          |

### In der Superbike-Weltmeisterschaft
| Saison | Team                      | Motorrad      | Rennen | Siege | Zweiter | Dritter | Poles | Schn. Runden | Punkte | Ergebnis |
| ------ | ------------------------- | ------------- | ------ | ----- | ------- | ------- | ----- | ------------ | ------ | -------- |
| 2005   | Yamaha Motor France-Ipone | Yamaha YZF-R1 | 23     | –     | –       | –       | –     | –            | 123    | 13.      |
| 2006   | Yamaha Motor France-Ipone | Yamaha YZF-R1 | 24     | –     | –       | –       | –     | –            | 112    | 13.      |
| Gesamt | Gesamt                    | Gesamt        | 47     | –     | –       | –       | –     | –            | 235    |          |